# فرخی سیستانی
ابوالحسن علی بن جولوغ سیستانی معروف به فَرُّخی سیستانی از شاعران نامدار پارسی‌گوی سدهٔ پنجم قمری است که در سبک خراسانی می‌سرود. سروده‌های او به ستایش شاهان و برانگیختن سلطان به عدل و بخشش اختصاص دارد. وی علاوه بر تسلط بر شعر و ادب در موسیقی نیز مهارت داشت و بدین وسیله توانست به دربار ابوالمظفر شاه چغانیان و سپس به دربار سلطان محمود غزنوی راه یابد و منزلتی والا به‌دست آورد. فرخی را یکی از بهترین قصیده‌سرایان ایرانی می‌دانند تا جایی که گفته‌اند سخن سهل و ممتنع در عربی خاص ابوفراس حمدانی و در فارسی خاص فرخی است. سهل و ممتنع (آسان‌نمای دشوار گفت) به سخنی می‌گویند که سرودن آن در ظاهر آسان می‌نماید، اما نظیر آن گفتن مشکل باشد.شیوه ای که بعد از فرخی تنها شیخ اجل سعدی شیرازی در آن نامدار شده است.
فرخی در بیان انواع احساساتی که بر عاشق دست می‌دهد، چیره‌دست است. شوخ‌طبعی شاعر و گستاخی او در برابر ممدوحان خویش نیز به آثارش رونقی بخشیده‌است.
روایت شده‌است که فرخی علاوه بر شاعری آوازی خوش داشت و در نواختن بربط مهارت داشت. دیوان شعر فرخی شامل بیش از چند هزار بیت است که در قالب‌های قصیده، غزل، قطعه، رباعی، ترکیب‌بند و ترجیع‌بند سروده شده‌است.
قصیده در صورت کامل خود، دربرگیرنده چهار رکن مقدمه، بیت تخلص، تنه اصلی، و شریطه یا دعا است. در دیوان فرخی سیستانی (چاپ اقبال، ۱۳۳۵)، دویست و چهارده قصیده ضبط شده که از آن میان، یکصد و شصت و شش قصیده (حدود ۷۸ درصد) چهاررکنی است و چهل و هفت قصیده فاقد مقدمه تغزلی. فرخی در قصاید بدون مقدمه‌اش از همان آغاز، مستقیم به سراغ ستایش رفته که این خلاف سنت قصیده ستایشی است. یک قصیده هم دارد که در معنی عشق سروده و فاقد مضمون مدحی است.

## پیشینه
پدر فرخی از ملازمان امیر خلف بانو آخرین امیر صفاری بود. علی بن جولوغ (فرخی) نخست در خدمت یکی از دهقان‌های توانگر سیستان بود و در نزد او شعر می‌گفت. وی در مصرع «من قیاس از سیستان آرم که آن شهر من است» به سیستانی بودنش تصریح کرده‌است. فرخی با هدف پیشرفت از سیستان سفر کرده و به دربار چغانیان (در حدود ترمذ در جنوب ازبکستان امروزی) رفت. شعری در قالب قصیده سرود و آن را «با کاروان حله» نام نهاد؛ و شعر را به عمید اسعد چغانی وزیر امیر تقدیم کرد.
اما وزیر باور نکرد که این شعر بلند وهنری ساخته خود او باشد؛محترمانه برای آزمایش اورا به داغگاه امیر دعوت کرد و ضمن وصف اجمالی داغگاه و این که کره اسبان امیر را در آن مکان مصفا داغ می کنند و امیر چگونه به تماشای این مراسم ایستاده است، از او خواست که در وصف این صحنه قصیده ای بگوید و فردا بیاید و آن را برای امیر بخواند.فردای آن روز وقتی امیر قصیده غرایی را که فرخی شاعر ژولیده سیستانی  به مطلع زیر :                                                           چون پرند نیلگون بذ روی پوشد مرغزار             پرنیان هفت رنگ اندر سر آرد کوهسار                                                  در وصف داغگاه گفته بود، شنید از زیبایی و استواری آن شگفت زده شد و به او چهل اسب به انتخاب خود فرخی پاداش داد. از آن به بعد بود که فرخی زندگی جدیدی را آغاز کرد و دوران تیره بختی و ناداری را از یاد برد و در زمره شاعران ناز پرورده و برخوردار درآمد.
علی بن جولوغ نیز با تخلص فرخی در دربار صفاریان، چغانیان و غزنویان شعر می‌گفت. محمود غزنوی او را به ملک‌الشعرایی دربار منصوب کرد. پس از مرگ محمود در سال ۴۲۱ ق، فرخی به دربار سلطان مسعود غزنوی روی آورد و تا پایان عمر به ستایش این امیر غزنوی مشغول بود.
البته مرگ سلطان محمود برای فرخی سخت بود و دیگر غزنین زیبایی و دلربایی پیشین خود را ازدست داده بودند.
از آن‌جا که بیشتر قصاید فرخی در دربار غزنویان سروده شده‌است، ستایشگری و وصف در آن بسیار زیاد است؛ هرچند در میان شعرهای فرخی اشعاری نیز هستند که نکات آموزنده اخلاقی دربردارند. فرخی در سال ۴۲۹ ق در سنین جوانی در غزنه درگذشت.
از شاعر هم‌عصرش لبیبی در رثای اوست که:
| گر فرخی بمرد چرا عنصری نمرد؟    |  | پیری بماند دیر و جوانی برفت زود   |
| فرزانه‌ای برفت و ز رفتنش هر زیان |  | دیوانه‌ای بماند و ز ماندنش هیچ سود |

## نمونهٔ اشعار
نقل شده که فرخی شعر زیر را در مدح ابوالمظفر چغانی سرود و ابوالمظفر بسیار از آن خوشش آمد. از آن‌جا که امیر در آن زمان در داغگاه اسبان خویش بود او را چهل و دو کره‌اسب سفید داد.
| تا پرند نیلگون بر روی پوشد مرغزار      |  | پرنیان هفت‌رنگ اندر سر آرد روزگار       |
| خاک را چون ناف آهو مشک زاید بی‌قیاس     |  | بید را چون پرّ طوطی برگ روید بی‌شمار     |
| دوش وقت نیم‌شب بوی بهار آورد باد        |  | حبذا باد شمال و خرّما بوی بهار          |
| باد گویی مشک سوده دارد اندر آستین      |  | باغ گویی لعبتان جلوه دارد در کنار      |
| نسترن لؤلؤی بیضا دارد اندر مرسله       |  | ارغوان لعل بدخشی دارد اندر گوشوار      |
| تا برآمد جام‌های سرخ مل از شاخ گل       |  | پنجه‌های دست مردم سر فروکرد از چنار     |
| باغ بوقلمون‌لباس و شاخ بوقلمون‌نمای      |  | آب مرواریدرنگ و ابر مرواریدبار         |
| راست پنداری که خلعت‌های رنگین یافتند    |  | باغ‌های پرنگار از داغگاه شهریار         |
| داغگاه شهریار اکنون چنان خرم شود       |  | کاندر او از خرمی خیره بماند روزگار     |
| سبزه اندر سبزه بینی چون سپهر اندر سپهر |  | خیمه اندر خیمه بینی چون حصار اندر حصار |
| هرکجا خیمه‌ست خفته عاشقی با دوست مست    |  | هرکجا سبزه‌ست شادان یاری از دیدار یار   |
| سبزه‌ها با بانگ چنگ و مطربان نغزگوی     |  | خیمه‌ها با بانگ نوش و ساقیان می‌گسار     |
| عاشقان بوس و کنار و نیکوان ناز و عتاب  |  | مطربان رود و سرود و خفتگان خواب و خمار |
| بر در پرده‌سرای خسرو فیروزبخت           |  | از پی داغ آتشی افروفته خورشیدوار       |
| برکشیده آتشی چون مطربی دیبای زرد       |  | گرم چون طبع جوانان زرد چون زرّ عیار     |
| داغ‌ها چون شاخ‌های بُسّد یاقوت‌رنگ          |  | هریکی چون ناردانه گشته اندر زیر نار    |
| ریدکان خواب‌نادیده مصاف اندر مصاف       |  | مرکبان داغ‌ناکرده قطار اندر قطار        |
| خسرو فرخ‌سیر بر باره دریاگذر            |  | با کمند اندر میان دشت چون اسفندیار     |
| همچو زلف نیکوان خوردساله تاب خورد      |  | همچو عهد دوستان سال‌خورده استوار        |
| میر عادل بوالمظفر شاه با پیوستگان      |  | شهریار شهرگیر و پادشاه شهردار          |
| هرکه را اندر کمند تاب‌خورده افکند       |  | گشت نامش بر سرین و شانه و رویش نگار    |
| هرچه زین سو داغ کرد از سوی دیگر می‌دهد  |  | شاعران را با لگام و زائران را با فسار  |

| گل بخندید و باغ شد پدرام   |  | ای خوشا این جهان بدین هنگام |
| چون بناگوش نیکوان شد باغ   |  | از گل سیب و از گل بادام     |
| هم‌چو لوح زمردین گشته‌ست     |  | دشت هم‌چون صحیفه زر خام      |
| گل سوری به دست باد بهار    |  | سوی بوده همی‌دهد پیغام       |
| که مرا با تو ار مناظره‌ای‌ست |  | من به باغ آمدم، به باغ خرام |

| شرف و قیمت و قدر تو به فضل و هنر است |  | نه به دیدار و به دینار و به سود و به زیان |
| هر امیری که به فضل و به هنر گشت بزرگ |  | نشود خرد به بد گفتن بهمان و فلان          |
| گرچه بسیار بمانَد به نیام اندر، تیغ   |  | نشود کُند و نگردد هنر تیغ، نهان            |
| ورچه از چشم نهان گردد ماه اندر میغ   |  | نشود تیره و افروخته باشد به میان          |
| شیر هم شیر بُوَد گرچه به زنجیر بُوَد     |  | نبَرَد بند و قِلاده شرفِ شیر ژیان             |
| باز هم باز بُوَد گرچه که او بسته بُوَد   |  | شرف بازی از باز فگندن نتوان               |

## در سینما
در فیلم شب‌های روشن ساختهٔ فرزاد مؤتمن شخصیت اصلی پس از تجربهٔ عشق قصیده‌ای از فرخی سیستانی را می‌خواند:
 
| دل من همی‌داد گفتی گوایی          |  | که باشد مرا روزی از تو جدایی  |
| بلی هرچه خواهد رسیدن به مردم     |  | بر آن دل دهد هر زمانی گوایی   |
| من این روز را داشتم چشم و زین غم |  | نبوده‌ست با روز من روشنایی     |
| جدایی گمان برده بودم ولیکن       |  | نه چندان که یک سو نهی آشنایی  |
| به جرم چه راندی مرا از در خود؟   |  | گناهم نبوده‌ست جز بیگنایی      |
| بدین زودی از من چرا سیر گشتی؟    |  | نگارا بدین زودسیری چرایی؟     |
| که دانست کز تو مرا دید باید      |  | به چندان وفا این همه بی‌وفایی  |
| سپردم به تو دل، ندانسته بودم     |  | بدین گونه مایل به جور و جفایی |
| دریغا دریغا که آگه نبودم         |  | که تو بی‌وفا در جفا تا کجایی   |
| نگارا من از آزمایش به آیم        |  | مرا باش تا بیش از این آزمایی  |
| مرا خوار داری و بی‌قدر خواهی      |  | نگر تا بدین خو که هستی نپایی  |